# ピアノソナタ第20番 (ハイドン)
ピアノソナタ第20番 ハ短調 作品30-6 Hob. XVI:20 は、フランツ・ヨーゼフ・ハイドンが作曲したピアノソナタ。ランドン版では第33番となっている。

## 概要
ハイドンのシュトゥルム・ウント・ドラング時代を代表する短調のソナタとして知られ、自筆原稿から1771年の作曲であることがわかっている。
初期のハイドンは鍵盤楽器用のソナタをディヴェルティメントまたはパルティータと呼んでいたが、この曲ではじめて「ソナタ」の語を用いた。また、初期の作品はチェンバロあるいはクラヴィコード用に書かれていたが、この曲はフォルテピアノ用に書かれたと考えられており、楽譜には細かい強弱記号がついている。
おそらくハイドンが最初に書いたピアノ専用曲のひとつであり、ピアノ曲にほとんど交響曲的な様式を持ちこんでいる。
ずっと後の1780年になって、第35番、第36番、第37番、第38番、第39番と合わせて6曲組のピアノソナタ曲集としてウィーンのアルタリアから出版された。これはアルタリアから出版された最初のハイドンの曲だった。この曲集はウィーンのピアニストであるアウエンブルッガー姉妹に献呈されたので、アウエンブルッガー・ソナタとしても知られる。

## 構成

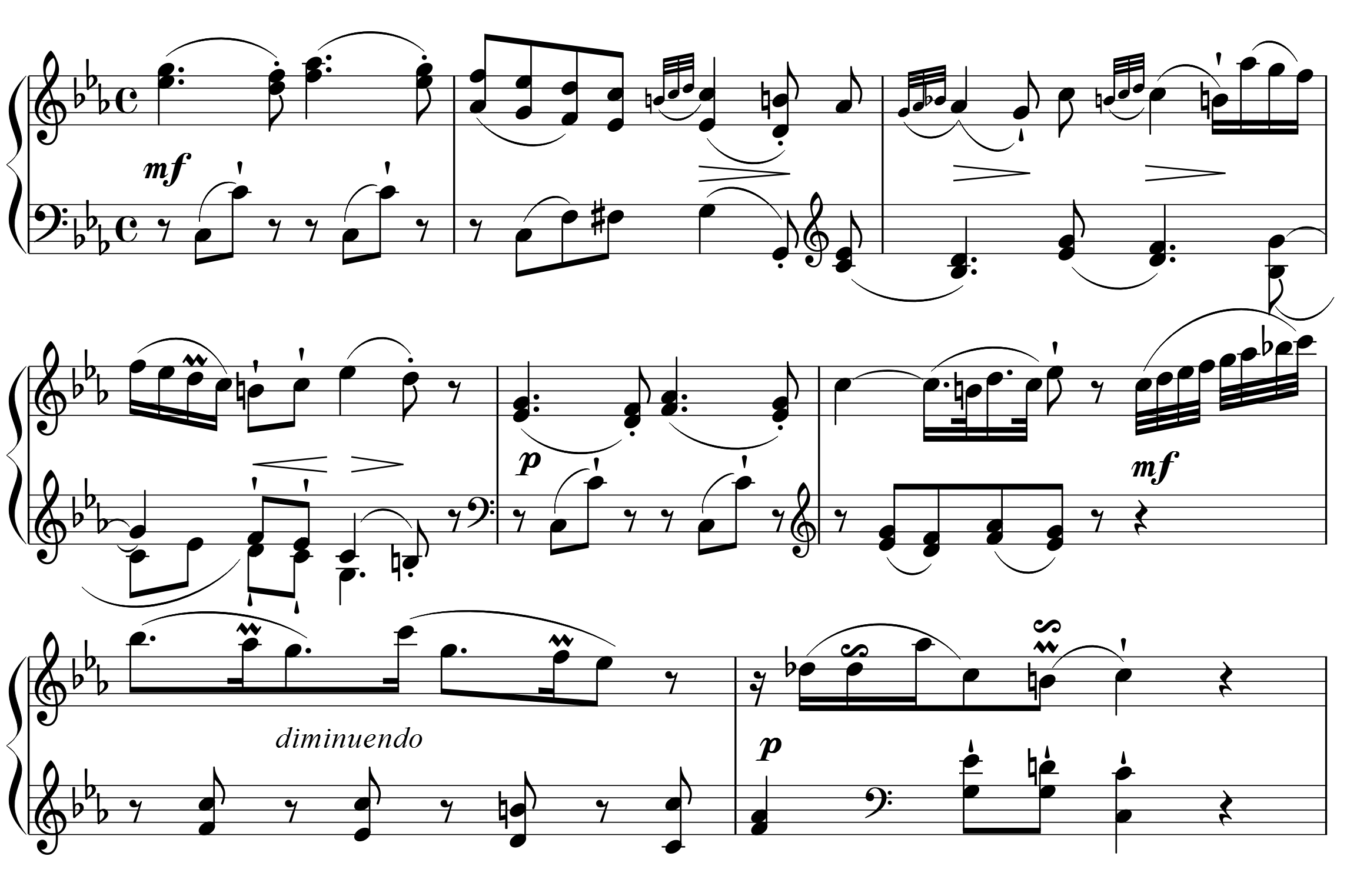
第1楽章 冒頭部分

- 第1楽章 モデラート
ハ短調、4分の4拍子、ソナタ形式。
幽愁に満ちた主題を持ち、曲の途中で突然アダージョに速度が落ちるなど変化に富む。展開部が長い。

- 第2楽章 アンダンテ・コン・モート
変イ長調、4分の3拍子。
右手による旋律部分にシンコペーションの連続が現れる。後半、当時の鍵盤楽器としてはもっとも高い音であったF6の音が登場し、左手と右手が極端に離れる[1]。

- 第3楽章 フィナーレ：アレグロ
ハ短調、4分の3拍子、ソナタ形式。
第1楽章の真剣さが戻ってくる。